# کلاوس راسموسن
کلاوس راسموسن (انگلیسی: Claus Rasmussen؛ زادهٔ ۳۱ دسامبر ۱۹۵۷) دوچرخه‌سوار اهل دانمارک است.